# رادریگز کمپ (کالیفرنیا)
رادریگز کمپ (به انگلیسی: Rodriguez Camp) یک منطقهٔ مسکونی در ایالات متحده آمریکا است که در شهرستان تولار، کالیفرنیا واقع شده‌است. رادریگز کمپ ۰٫۶۸۲ کیلومتر مربع مساحت و ۱۵۶ نفر جمعیت دارد و ۱۳۸٫۹۹ متر بالاتر از سطح دریا واقع شده‌است.